# Amygdalaria elegantior
Amygdalaria elegantior är en lavart som först beskrevs av H.Magn., och fick sitt nu gällande namn av Hannes Hertel och Irwin Murray Brodo. Amygdalaria elegantior ingår i släktet Amygdalaria, och familjen Lecideaceae. Arten är reproducerande i Sverige.